# Чемпионат Финляндии по футболу 2025
Чемпионат Финляндии по футболу 2025, официально Вейккауслига 2025 (фин. 2025 Veikkausliiga) — 95-й розыгрыш чемпионата Финляндии по футболу, высшего дивизиона футбольной системы Финляндии, который проходит с апреля по ноябрь 2025 года. Спонсором турнира является государственная букмекерская фирма Veikkaus, по названию которой и названа лига.

## Клубы-участники
В розыгрыше 2025 года принимают участие 12 клубов, чемпионский титул защищает КуПС. Из Юккёслиги 2024 года в Вейккауслигу поднялись два клуба: КТП, выигравший розыгрыш 2024 года, и ФФ Яро, занявший второе место и победивший в стыковых матчах Лахти, занявший 11-е место в Вейккауслиге 2024. Клуб Экенес выбыл в Юккёслигу, поскольку занял 12-е место в Вейккауслиге.
| Команда     | Город                | Стадион                | Главный тренер       | Капитан            | Поставщик формы |
| ----------- | -------------------- | ---------------------- | -------------------- | ------------------ | --------------- |
| ИФ Гнистан  | Оулункюля, Хельсинки | Mustapekka Areena      | Юсси Леппёлахти      | Юкка Райтала       | Puma            |
| Хака        | Валкеакоски          | Техтаан кенття         | Кари Мартонен        | Никлас Фриберг     | Puma            |
| ХИК         | Тёёлё, Хельсинки     | Bolt Arena             | Мика Нутинен (и. о.) | Даниэль О’Шонесси  | Adidas          |
| Ильвес      | Тампере              | Таммелан               | Йонас Рантанен       | Отсо Виртанен      | Adidas          |
| Интер Турку | Турку                | Веритас                | Веса Васавара        | Юссо Хямелайнен    | Nike            |
| Яро         | Пиетарсаари          | Якобстадтс Централплан | Никлас Видъеског     | Сергей Ерёменко    | Puma            |
| КТП         | Котка                | Арто Толса             | Йонас Нюхольм        | Йоона Тойвио       | Puma            |
| КуПС        | Куопио               | Väre Areena            | Яркко Висс           | Петери Пеннанен    | Puma            |
| Мариехамн   | Мариехамн            | Виклёф Холдинг Арена   | Гэри Уильямс         | Понтус Линдгрен    | Puma            |
| Оулу        | Оулу                 | Раатти                 | Микко Исокангас      | Никлас Йокелайнен  | Craft           |
| СИК         | Сейняйоки            | ОмаСП                  | Стиви Гриви          | Расмус Карьялайнен | Adidas          |
| ВПС         | Вааса                | Хиеталахти             | Юсси Нуорила         | Йеспер Энгстрём    | Nike            |

## Регулярный сезон
С 5 апреля по 31 августа 2025 года в два круга проходит регулярный сезон. По его итогам 12 команд делятся на две группы: команды с 1-го по 6-е места оспаривают чемпионский титул и путёвки в еврокубки, команды с 7-го по 12-е места борются за сохранение прописки в Вейкаусслиге (занявшая последнее место выбывает сразу же, занявшая 11-е место оспаривает в стыковых матчах свою путёвку со 2-й командой Юккёслиги).